# 용지인자
용지인자(Ninja Warriors, 龍之忍者: Ninja In The Dragon's Den)는 홍콩에서 제작된 원규 감독의 1982년 영화이다. 이원패 등이 주연으로 출연하였고 오사원 등이 제작에 참여하였다.

## 출연

### 주연
- 이원패
- 황정리
- 사나다 히로유키

### 조연
- 전중호
- 태보
- 진도요
- 황정리
- 오사원
- 전풍
- Shiu Gau-San
- 권영문
- 위평오
- 팽강

## 제작진
- 무술감독: 맹해
- 무술감독: 원규

## 같이 보기
- 황정리